# Promno (wieś)
Promno – wieś w Polsce, położona w województwie wielkopolskim, w powiecie poznańskim, w gminie Pobiedziska.
W latach 1975–1998 miejscowość administracyjnie należała do województwa poznańskiego.
W pobliżu miejscowości znajduje się Park Krajobrazowy Promno.